# Proteína activadora por catabolitos

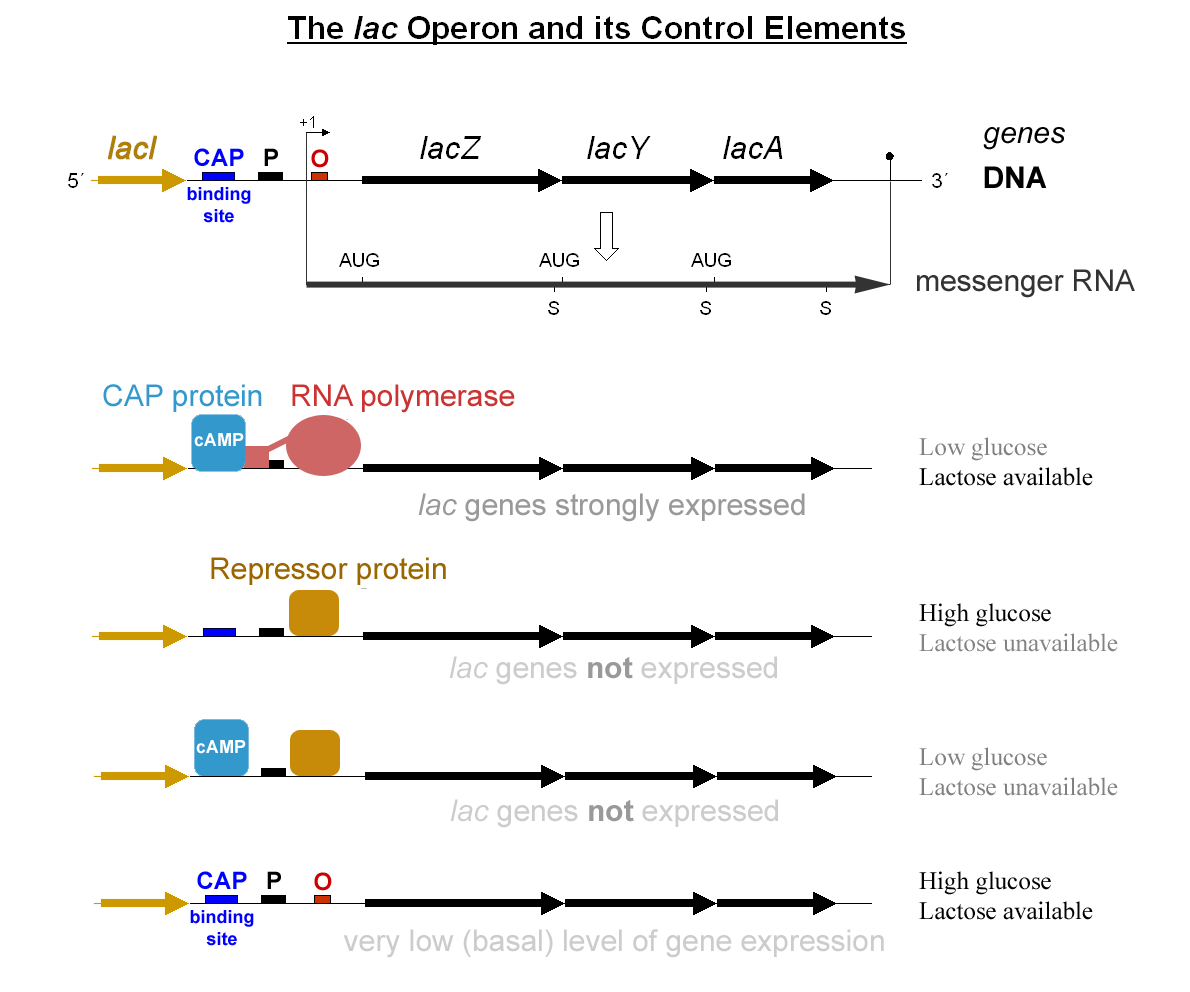
Operón Lac (la proteína activadora por catabolitos aparece etiquetada como "cAMP activator protein.")

La proteína activadora por catabolitos (ATA) es un dímero que al unirse al AMPc se activa y estimula la transcripción de los genes del operón lactosa, de manera que la proteína activadora CAP-AMPc es necesaria para la unión de la ARN polimerasa al promotor de los genes del operón lactosa.
Es un activador transcripcional en forma de homodímero en solución. Cada subunidad comprende un dominio de unión a ligando en el N-terminal (CAPN, residuos 1-138), que también es responsable de la dimerización de la proteína, y un dominio de unión al ADN en el C-terminal (DBD, residuos 139-209). Dos moléculas de AMPc (AMP cíclico) unen dímeros de CAP con cooperatividad negativa y funcionan como efectores alostéricos incrementando la afinidad de la proteína por el ADN. Los niveles de AMPc citosólico se incrementan cuando la cantidad de glucosa dentro de la célula es baja, pero la lactosa está rápidamente disponible.
CAP tiene una estructura característica de hélice-giro-hélice que le permite unirse a surcos mayores en el ADN. Las dos hélices se refuerzan mutuamente, provocando un giro de 43° en la estructura, lo que provoca un giro general de 94° en el ADN.
Esto abre la molécula de ADN, permitiendo que la ARN polimerasa se una y transcriba los genes implicados en el catabolismo de la lactosa. Así, CAP potencia la expresión del operón lac cuando la lactosa está presente, pero no si hay glucosa.
Este requisito refleja la mayor simplicidad con la que la glucosa puede ser metabolizada en comparación a la lactosa. La célula "prefiere" glucosa, y, si está disponible, el operón lac no está activado, incluso cuando la lactosa está presente. Esta es una manera eficaz de integrar las dos señales diferentes.